# صفط الخرسة
قرية صفط الخرسة هي إحدى القرى التابعة لمركز الفشن في محافظة بني سويف في جمهورية مصر العربية. حسب إحصاءات سنة 2006، بلغ إجمالي السكان في صفط الخرسة 6665 نسمة، منهم 3455 رجل و3210 امرأة.